# Cinquième circonscription de la Loire-Atlantique
La cinquième circonscription de la Loire-Atlantique est l'une des dix circonscriptions législatives françaises que compte le département de la Loire-Atlantique.
Avec 167 177 habitants en 2019, elle est la plus peuplée de France.

## La circonscription de 1958 à 1986

### Description géographique

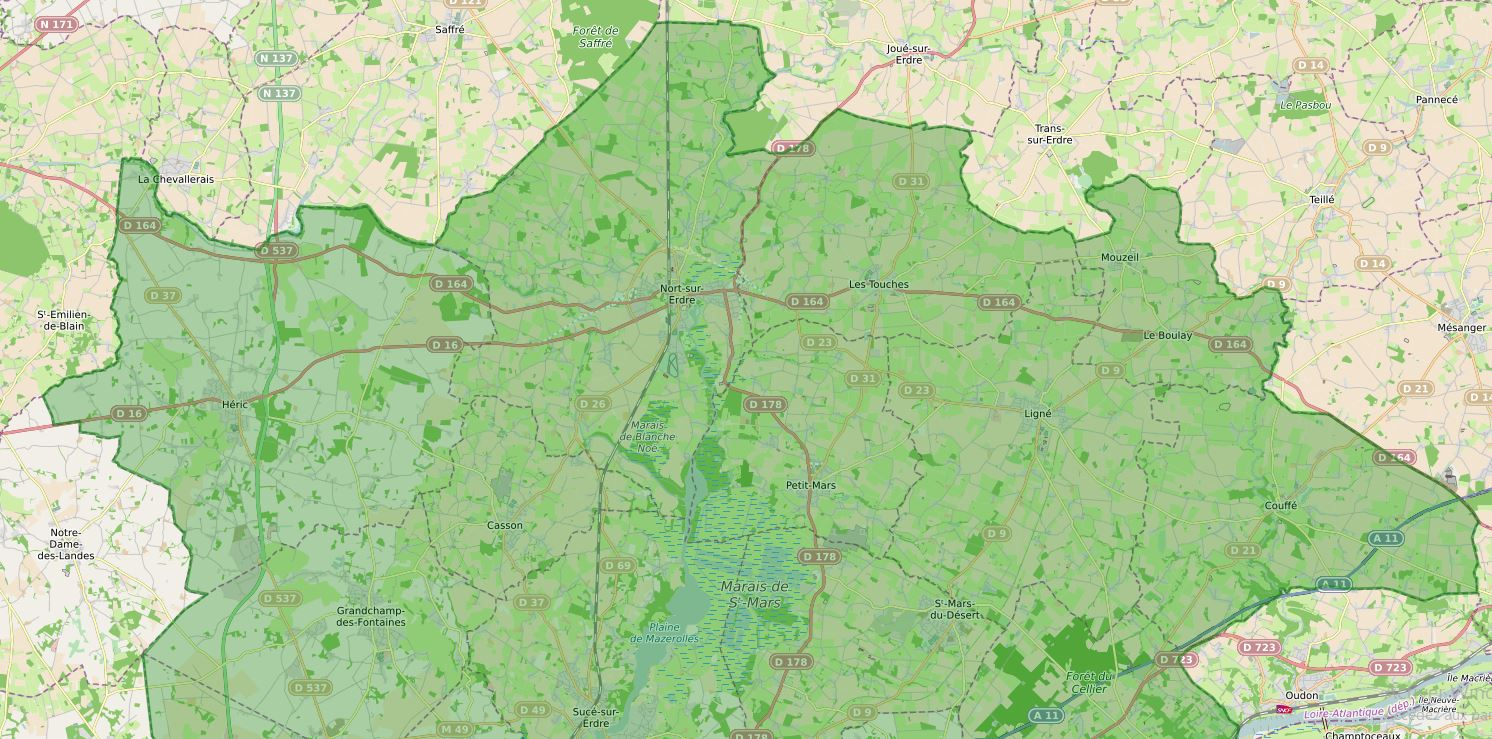
Partie nord de la cinquième circonscription de la Loire-Atlantique

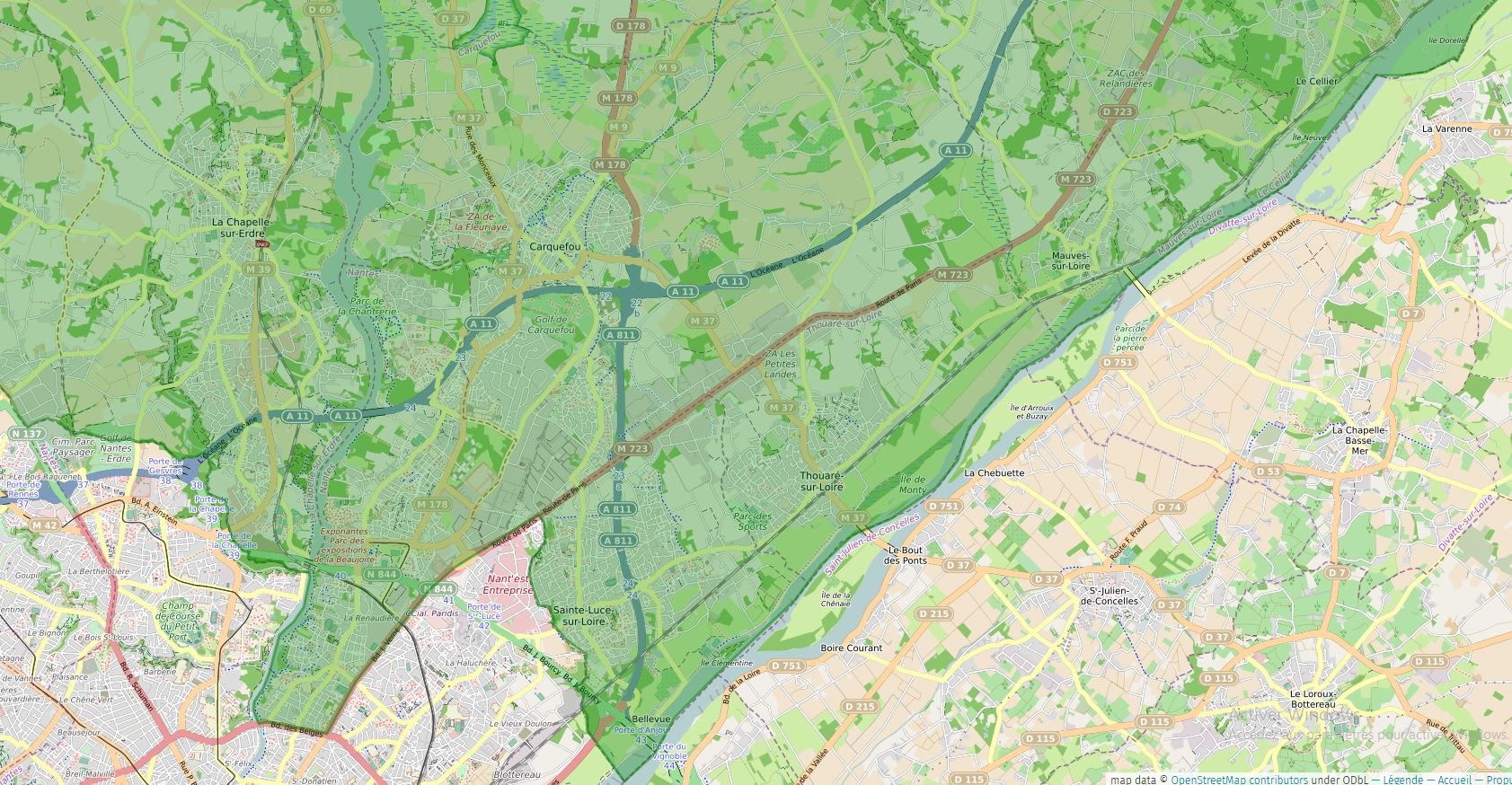
Partie sud de la cinquième circonscription de la Loire-Atlantique

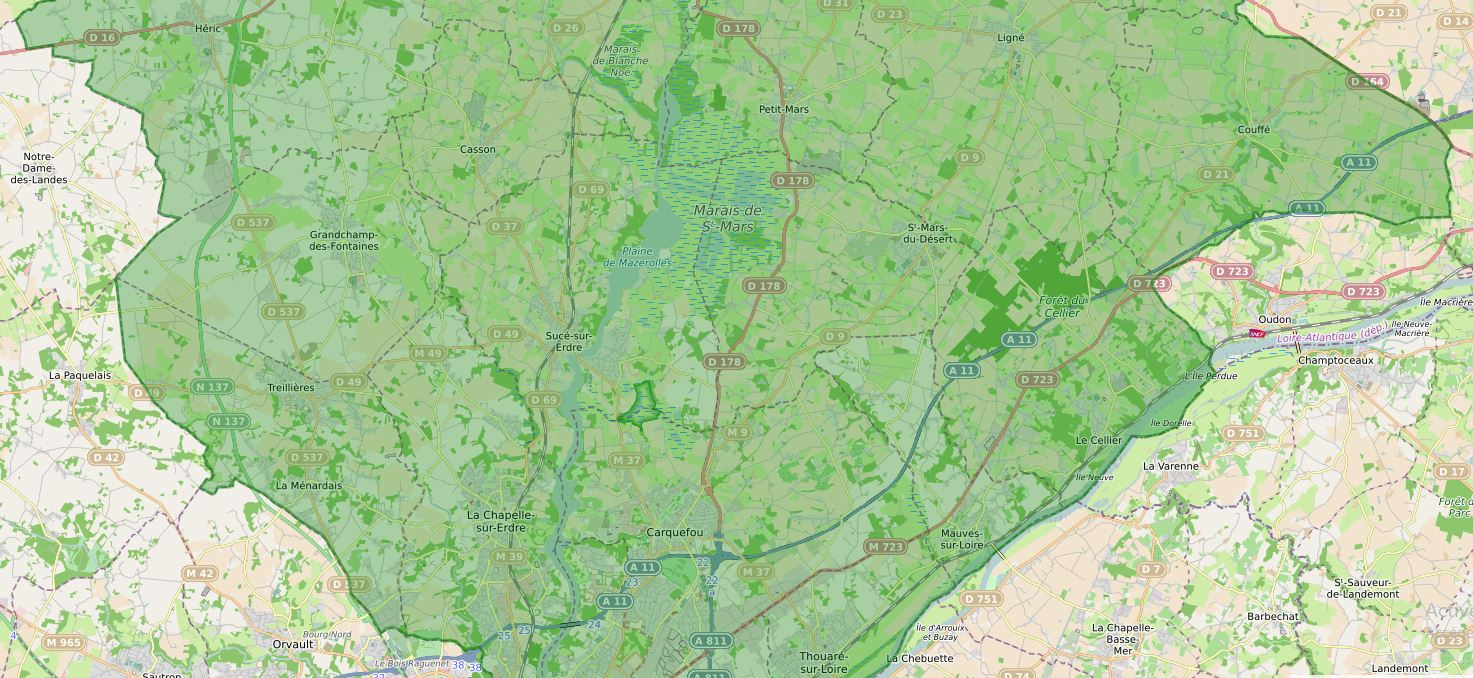
Partie centrale de la cinquième circonscription de la Loire-Atlantique

Dans le découpage électoral de 1958, la cinquième circonscription de la Loire-Atlantique était composée des cantons suivants :
- Canton de Blain
- Canton de Châteaubriant
- Canton de Derval
- Canton de Guémené-Penfao
- Canton de Moisdon-la-Rivière
- Canton de Nozay
- Canton de Rougé
- Canton de Saint-Julien-de-Vouvantes
- Canton de Saint-Mars-la-Jaille.

### Historique des députations
| Législature | Début de mandat | Fin de mandat  | Député          | Parti politique | Observations |
| ----------- | --------------- | -------------- | --------------- | --------------- | --- |
| Ire         | 9 décembre 1958 | 9 octobre 1962 | Bernard Lambert | MRP             | Mandat écourté à la suite d'une dissolution parlementaire décidée par Charles de Gaulle. |
| IIe         | 6 décembre 1962 | 2 avril 1967   | Xavier Hunault  | Non inscrit     | |
| IIIe        | 3 avril 1967    | 30 mai 1968    | Xavier Hunault  | Non inscrit     | Mandat écourté à la suite d'une dissolution parlementaire décidée par Charles de Gaulle. |
| IVe         | 11 juillet 1968 | 1er avril 1973 | Xavier Hunault  | Non inscrit     | |
| Ve          | 2 avril 1973    | 2 avril 1978   | Xavier Hunault  | Non inscrit     | |
| VIe         | 3 avril 1978    | 22 mai 1981    | Xavier Hunault  | Non inscrit     | Mandat écourté à la suite d'une dissolution parlementaire décidée par François Mitterrand. |
| VIIe        | 2 juillet 1981  | 1er avril 1986 | Xavier Hunault  | Non inscrit     | |
| VIIIe       | 2 avril 1986    | 14 mai 1988    | Aucun           | Aucun           | Proportionnelle par département, pas de député par circonscription Proportionnelle par département, pas de député par circonscription. Mandat écourté à la suite d'une dissolution parlementaire décidée par François Mitterrand. |

### Historique des élections

#### Élections de 1958
| Candidat              | Candidat                | Parti          | Premier tour | Premier tour | Second tour | Second tour |  |
| Candidat              | Candidat                | Parti          | Voix         | %            | Voix        | %           |  |
| --------------------- | ----------------------- | -------------- | ------------ | ------------ | ----------- | ----------- |  |
|                       | Bernard Lambert élu     | MRP            | 13 777       | 34,69        | 19 636      | 48,4        |  |
|                       | André Morice            | CR             | 13 560       | 34,14        | 19 229      | 47,4        |  |
|                       | Roger Cloteau           | Modérés        | 4 229        | 10,64        | Retrait     | Retrait     |  |
|                       | Jacques Ginoux-Defermon | Modérés        | 3 116        | 7,84         | Retrait     | Retrait     |  |
|                       | Auguste Mousson         | PCF            | 2 071        | 5,21         | 1 703       | 4,2         |  |
|                       | Philippe Dehan          | SFIO           | 1 239        | 3,12         |             |             |  |
|                       | Georges Racineux        | UFF            | 935          | 2,35         |             |             |  |
|                       | Pierre Charles          | UFF            | 821          | 2,07         |             |             |  |
|                       |                         |                |              |              |             |             |  |
| Inscrits              | Inscrits                | Inscrits       | 50 848       | 100,00       | 50 847      | 100,00      |  |
| Abstentions           | Abstentions             | Abstentions    | 10 009       | 19,68        | 9 367       | 18,42       |  |
| Votants               | Votants                 | Votants        | 40 839       | 80,32        | 41 480      | 81,58       |  |
| Blancs et nuls        | Blancs et nuls          | Blancs et nuls | 1 120        | 2,74         | 912         | 2,2         |  |
| Exprimés              | Exprimés                | Exprimés       | 39 719       | 97,26        | 40 568      | 97,8        |  |
| Source : Data.gouv.fr |                         |                |              |              |             |             |  |

Le suppléant de Bernard Lambert était le Docteur François Le Doze, conseiller général, maire de Saint-Julien-de-Vouvantes.

#### Élections de 1962
|                       | Xavier Hunault élu      | UNR-UDT        | 18 513 | 51,24  |  |  |  |
|                       | Bernard Lambert sortant | MRP            | 15 307 | 42,37  |  |  |  |
|                       | Auguste Mousson         | PCF            | 2 310  | 6,39   |  |  |  |
|                       |                         |                |        |        |  |  |  |
| Inscrits              | Inscrits                | Inscrits       | 50 061 | 100,00 |  |  |  |
| Abstentions           | Abstentions             | Abstentions    | 12 727 | 25,42  |  |  |  |
| Votants               | Votants                 | Votants        | 37 334 | 74,58  |  |  |  |
| Blancs et nuls        | Blancs et nuls          | Blancs et nuls | 1 204  | 3,22   |  |  |  |
| Exprimés              | Exprimés                | Exprimés       | 36 130 | 96,78  |  |  |  |
| Source : Data.gouv.fr |                         |                |        |        |  |  |  |

Le suppléant de Xavier Hunault était Quentin Miglioretti, adjoint au maire de Châteaubriant.

#### Élections de 1967
|                       | Xavier Hunault sortant réélu | UD-Ve          | 24 852 | 62,28  |  |  |  |
|                       | Charles Gautier              | CD (PDM)       | 7 890  | 19,77  |  |  |  |
|                       | Jean Pierre                  | FGDS (Radical) | 4 033  | 10,11  |  |  |  |
|                       | Maurice Jarry                | PCF            | 3 128  | 7,84   |  |  |  |
|                       |                              |                |        |        |  |  |  |
| Inscrits              | Inscrits                     | Inscrits       | 47 147 | 100,00 |  |  |  |
| Abstentions           | Abstentions                  | Abstentions    | 6 101  | 12,94  |  |  |  |
| Votants               | Votants                      | Votants        | 41 046 | 87,06  |  |  |  |
| Blancs et nuls        | Blancs et nuls               | Blancs et nuls | 1 143  | 2,78   |  |  |  |
| Exprimés              | Exprimés                     | Exprimés       | 39 903 | 97,22  |  |  |  |
| Source : Data.gouv.fr |                              |                |        |        |  |  |  |

Le suppléant de Xavier Hunault était Quentin Miglioretti, maire adjoint de Châteaubriant.

#### Élections de 1968
|                       | Xavier Hunault sortant réélu | Divers droite (Gaulliste) | 28 531 | 72,17  |  |  |  |
|                       | Louis Dubosq                 | PSU                       | 4 563  | 11,54  |  |  |  |
|                       | Jean Pierre                  | FGDS (Radical)            | 3 494  | 8,84   |  |  |  |
|                       | Maurice Jarry                | PCF                       | 2 947  | 7,45   |  |  |  |
|                       |                              |                           |        |        |  |  |  |
| Inscrits              | Inscrits                     | Inscrits                  | 48 715 | 100,00 |  |  |  |
| Abstentions           | Abstentions                  | Abstentions               | 7 950  | 16,32  |  |  |  |
| Votants               | Votants                      | Votants                   | 40 765 | 83,68  |  |  |  |
| Blancs et nuls        | Blancs et nuls               | Blancs et nuls            | 1 230  | 3,02   |  |  |  |
| Exprimés              | Exprimés                     | Exprimés                  | 39 535 | 96,98  |  |  |  |
| Source : Data.gouv.fr |                              |                           |        |        |  |  |  |

Le suppléant de Xavier Hunault était Quentin Miglioretti.

#### Élections de 1973
|                       | Xavier Hunault sortant réélu | Divers droite (URP) | 26 351 | 66,13  |  |  |  |
|                       | Raoul Nivert                 | PS (UGSD)           | 7 657  | 19,22  |  |  |  |
|                       | Michel Le Déan               | PCF                 | 3 290  | 8,26   |  |  |  |
|                       | Janine Gouez                 | Régionaliste (SAV)  | 2 549  | 6,39   |  |  |  |
|                       |                              |                     |        |        |  |  |  |
| Inscrits              | Inscrits                     | Inscrits            | 49 337 | 100,00 |  |  |  |
| Abstentions           | Abstentions                  | Abstentions         | 7 941  | 16,1   |  |  |  |
| Votants               | Votants                      | Votants             | 41 396 | 83,9   |  |  |  |
| Blancs et nuls        | Blancs et nuls               | Blancs et nuls      | 1 549  | 3,74   |  |  |  |
| Exprimés              | Exprimés                     | Exprimés            | 39 847 | 96,26  |  |  |  |
| Source : Data.gouv.fr |                              |                     |        |        |  |  |  |

Le suppléant de Xavier Hunault était Jean Guyon, conseiller général, maire de Nozay.

#### Élections de 1978
|                | Xavier Hunault sortant réélu | app. UDF       | 24 698 | 54,44  |  |  |  |
|                | Martine Buron                | PS             | 10 452 | 23,04  |  |  |  |
|                | Alexandre Pouvreau           | UDF (Rad)      | 4 154  | 9,15   |  |  |  |
|                | Michel Le Déan               | PCF            | 3 773  | 8,31   |  |  |  |
|                | Gilles Canneson              | LO             | 1 000  | 2,20   |  |  |  |
|                | Daniel Cariou                | MRG            | 783    | 1,72   |  |  |  |
|                | Philippe Legrand             | FN             | 509    | 1,12   |  |  |  |
|                |                              |                |        |        |  |  |  |
| Inscrits       | Inscrits                     | Inscrits       | 54 654 | 100,00 |  |  |  |
| Abstentions    | Abstentions                  | Abstentions    | 8 138  | 14,89  |  |  |  |
| Votants        | Votants                      | Votants        | 46 516 | 85,11  |  |  |  |
| Blancs et nuls | Blancs et nuls               | Blancs et nuls | 1 147  | 2,47   |  |  |  |
| Exprimés       | Exprimés                     | Exprimés       | 45 369 | 97,53  |  |  |  |

Le suppléant de Xavier Hunault était Jean Guyon.

#### Élections de 1981
|                | Xavier Hunault sortant réélu | UDF (PR)       | 21 485 | 52,25  |  |  |  |
|                | Maurice Thareau              | PS             | 15 982 | 38,87  |  |  |  |
|                | Joëlle Le Hérissé            | PSU            | 1 916  | 4,66   |  |  |  |
|                | Patrick Cotrel               | PCF            | 1 733  | 4,21   |  |  |  |
|                |                              |                |        |        |  |  |  |
| Inscrits       | Inscrits                     | Inscrits       | 55 876 | 100,00 |  |  |  |
| Abstentions    | Abstentions                  | Abstentions    | 13 983 | 25,03  |  |  |  |
| Votants        | Votants                      | Votants        | 41 893 | 74,97  |  |  |  |
| Blancs et nuls | Blancs et nuls               | Blancs et nuls | 777    | 1,85   |  |  |  |
| Exprimés       | Exprimés                     | Exprimés       | 41 116 | 98,15  |  |  |  |

Le suppléant de Xavier Hunault était Jean Guyon.

## La circonscription de 1986 à 2010

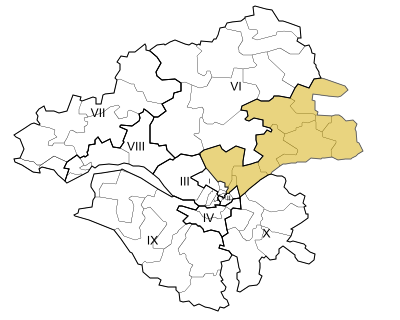
Localisation de la circonscription en 1986.

### Description géographique et démographique
Dans le découpage électoral de la loi no 86-1197 du 24 novembre 1986
, la circonscription regroupe les cantons suivants : 
- Canton d'Ancenis
- Canton de Carquefou
- Canton de La Chapelle-sur-Erdre
- Canton de Ligné
- canton de Nantes-8
- Canton de Riaillé
- Canton de Saint-Mars-la-Jaille
- Canton de Varades.

La cinquième circonscription de la Loire-Atlantique est alors située dans l'est du département. Partant des faubourgs est de Nantes, elle regroupe les territoires situées sur la rive droite de la Loire.
D'après le recensement général de la population en 1999, réalisé par l'Institut national de la statistique et des études économiques (INSEE), la population totale de cette circonscription est estimée à 140339 habitants,.

### Historique des députations
| Législature | Début de mandat | Fin de mandat  | Député            | Parti politique | Observations                                                                          |
| ----------- | --------------- | -------------- | ----------------- | --------------- | ------------------------------------------------------------------------------------- |
| IXe         | 23 juin 1988    | 1er avril 1993 | Édouard Landrain  | UDF             |                                                                                       |
| Xe          | 2 avril 1993    | 21 avril 1997  | Édouard Landrain, | UDF,            | Mandat écourté à la suite d'une dissolution parlementaire décidée par Jacques Chirac. |
| XIe         | 12 juin 1997    | 18 juin 2002   | Édouard Landrain, | UDF,            |                                                                                       |
| XIIe        | 19 juin 2002    | 19 juin 2007   | Édouard Landrain, | UMP,            | En raison de son décès le 24 juin 2006, remplacé par Robert Diat (UMP).               |
| XIIIe       | 20 juin 2007    | 19 juin 2012   | Michel Ménard     | PS              |                                                                                       |

### Historique des élections

#### Élections de 1988
| Candidat       | Candidat             | Parti           | Premier tour | Premier tour | Second tour | Second tour |  |
| Candidat       | Candidat             | Parti           | Voix         | %            | Voix        | %           |  |
| -------------- | -------------------- | --------------- | ------------ | ------------ | ----------- | ----------- |  |
|                | Charles Gautier      | PS              | 22 055       | 42,28        | 27 099      | 48,51       |  |
|                | Édouard Landrain élu | UDF (CDS) (URC) | 19 514       | 37,41        | 28 759      | 51,49       |  |
|                | Jean-Pierre Baudouin | RPR             | 5 638        | 10,81        |             |             |  |
|                | Christophe Bouhier   | FN              | 3 093        | 5,93         |             |             |  |
|                | Gaston Auffret       | PCF             | 1 862        | 3,57         |             |             |  |
|                |                      |                 |              |              |             |             |  |
| Inscrits       | Inscrits             | Inscrits        | 78 707       | 100,00       | 78 704      | 100,00      |  |
| Abstentions    | Abstentions          | Abstentions     | 25 422       | 32,3         | 21 819      | 27,72       |  |
| Votants        | Votants              | Votants         | 53 285       | 67,7         | 56 885      | 72,28       |  |
| Blancs et nuls | Blancs et nuls       | Blancs et nuls  | 1 123        | 2,11         | 1 027       | 1,81        |  |
| Exprimés       | Exprimés             | Exprimés        | 52 162       | 97,89        | 55 858      | 98,19       |  |

Le suppléant d'Édouard Landrain était Donatien de Sesmaisons, conseiller général, maire de La Chapelle-sur-Erdre.

#### Élections de 1993
|                | Édouard Landrain sortant réélu | UDF (CDS)      | 29 855 | 51,49  |  |  |  |
|                | Thérèse Caillaud               | PS (ADFP)      | 9 229  | 15,92  |  |  |  |
|                | Patrick Cotrel                 | GÉ (EÉ)        | 6 297  | 10,86  |  |  |  |
|                | Christophe Bouhier             | FN             | 5 712  | 9,85   |  |  |  |
|                | Gaston Auffret                 | PCF            | 2 284  | 3,94   |  |  |  |
|                | Anne de La Villarmois          | LT-LNÉ         | 2 056  | 3,55   |  |  |  |
|                | Michel Le Roch                 | PT             | 1 607  | 2,77   |  |  |  |
|                | Jérôme Sulim                   | MDC            | 943    | 1,63   |  |  |  |
|                |                                |                |        |        |  |  |  |
| Inscrits       | Inscrits                       | Inscrits       | 87 255 | 100,00 |  |  |  |
| Abstentions    | Abstentions                    | Abstentions    | 24 982 | 28,63  |  |  |  |
| Votants        | Votants                        | Votants        | 62 273 | 71,37  |  |  |  |
| Blancs et nuls | Blancs et nuls                 | Blancs et nuls | 4 290  | 6,89   |  |  |  |
| Exprimés       | Exprimés                       | Exprimés       | 57 983 | 93,11  |  |  |  |

La suppléante d'Édouard Landrain était Gisèle Gautier, conseillère régionale, maire de Carquefou.

#### Élections de 1997
| Candidat       | Candidat                       | Parti          | Premier tour | Premier tour | Second tour | Second tour |  |
| Candidat       | Candidat                       | Parti          | Voix         | %            | Voix        | %           |  |
| -------------- | ------------------------------ | -------------- | ------------ | ------------ | ----------- | ----------- |  |
|                | Édouard Landrain sortant réélu | UDF (FD)       | 24 378       | 39,86        | 33 569      | 53,28       |  |
|                | Alexandre Mazzorana            | PRS            | 16 885       | 27,61        | 29 439      | 46,72       |  |
|                | Christophe Bouhier             | FN             | 5 674        | 9,28         |             |             |  |
|                | Patricia Morinière             | PCF            | 3 344        | 5,47         |             |             |  |
|                | Patrick Cotrel                 | SÉGA           | 2 992        | 4,89         |             |             |  |
|                | Sandra Bureau                  | LDI (MPF)      | 2 580        | 4,22         |             |             |  |
|                | Thomas Limeul                  | GÉ             | 1 553        | 2,54         |             |             |  |
|                | Jean-François Lajeunesse       | MDC            | 1 460        | 2,39         |             |             |  |
|                | Aline Saupin                   | LT-LNÉ         | 918          | 1,5          |             |             |  |
|                | Pierre-Yves Le Floch           | Régionaliste   | 827          | 1,35         |             |             |  |
|                | Arlette Tardif                 | Divers gauche  | 358          | 0,59         |             |             |  |
|                | Marie-Bernadette Santoni       | PLN            | 184          | 0,3          |             |             |  |
|                |                                |                |              |              |             |             |  |
| Inscrits       | Inscrits                       | Inscrits       | 92 594       | 100,00       | 92 587      | 100,00      |  |
| Abstentions    | Abstentions                    | Abstentions    | 27 718       | 29,93        | 26 209      | 28,31       |  |
| Votants        | Votants                        | Votants        | 64 876       | 70,07        | 66 378      | 71,69       |  |
| Blancs et nuls | Blancs et nuls                 | Blancs et nuls | 3 723        | 5,74         | 3 370       | 5,08        |  |
| Exprimés       | Exprimés                       | Exprimés       | 61 153       | 94,26        | 63 008      | 94,92       |  |

La suppléante d'Édouard Landrain était Gisèle Gautier. Gisèle Gautier est élue Sénatrice le 23 septembre 2001.

#### Élections de 2002
| Candidat       | Candidat                       | Parti            | Premier tour | Premier tour | Second tour | Second tour |  |
| Candidat       | Candidat                       | Parti            | Voix         | %            | Voix        | %           |  |
| -------------- | ------------------------------ | ---------------- | ------------ | ------------ | ----------- | ----------- |  |
|                | Édouard Landrain sortant réélu | UMP              | 31 537       | 45,39        | 34 171      | 54,24       |  |
|                | Patrick Cotrel                 | Les Verts (PS)   | 22 040       | 31,72        | 28 831      | 45,76       |  |
|                | Monique Juguet                 | FN               | 3 813        | 5,49         |             |             |  |
|                | Alexandre Mazzorana            | PRG              | 2 895        | 4,17         |             |             |  |
|                | Sandra Bureau                  | MPF              | 1 679        | 2,42         |             |             |  |
|                | Patricia Morinière             | PCF              | 1 246        | 1,79         |             |             |  |
|                | Isabelle Tanguy                | Pôle républicain | 1 173        | 1,69         |             |             |  |
|                | Didier Testu                   | LO               | 1 145        | 1,65         |             |             |  |
|                | Marc Henry                     | CPNT             | 1 030        | 1,48         |             |             |  |
|                | Pierre-Yves Le Floch           | S&P              | 805          | 1,16         |             |             |  |
|                | Christian Vasselin             | Divers           | 671          | 0,97         |             |             |  |
|                | Lilian Scales                  | Divers           | 549          | 0,79         |             |             |  |
|                | Christophe Bouhier             | MNR              | 517          | 0,74         |             |             |  |
|                | Christian Compain              | PT               | 234          | 0,34         |             |             |  |
|                | Robert Levillain               | Divers droite    | 144          | 0,21         |             |             |  |
|                |                                |                  |              |              |             |             |  |
| Inscrits       | Inscrits                       | Inscrits         | 104 280      | 100,00       | 104 279     | 100,00      |  |
| Abstentions    | Abstentions                    | Abstentions      | 33 207       | 31,84        | 39 488      | 37,87       |  |
| Votants        | Votants                        | Votants          | 71 073       | 68,16        | 64 791      | 62,13       |  |
| Blancs et nuls | Blancs et nuls                 | Blancs et nuls   | 1 595        | 2,24         | 1 789       | 2,76        |  |
| Exprimés       | Exprimés                       | Exprimés         | 69 478       | 97,76        | 63 002      | 97,24       |  |

Le suppléant d'Édouard Landrain était Robert Diat, conseiller régional, conseiller à la Communauté urbaine de Nantes, conseiller municipal de Nantes. Robert Diat remplaça Édouard Landrain, décédé, du 27 juin 2006 au 19 juin 2007.

#### Élections de 2007
| Candidat       | Candidat                  | Parti          | Premier tour | Premier tour | Second tour | Second tour |  |
| Candidat       | Candidat                  | Parti          | Voix         | %            | Voix        | %           |  |
| -------------- | ------------------------- | -------------- | ------------ | ------------ | ----------- | ----------- |  |
|                | Robert Diat sortant       | UMP            | 28 973       | 38,75        | 35 292      | 48,89       |  |
|                | Michel Ménard élu         | PS             | 23 791       | 31,82        | 36 891      | 51,11       |  |
|                | Maurice Perrion           | UDF–MoDem      | 10 603       | 14,18        |             |             |  |
|                | Dominique Trichet-Allaire | Les Verts      | 3 297        | 4,41         |             |             |  |
|                | Christine Moiselet        | LCR            | 1 695        | 2,27         |             |             |  |
|                | Monique Durand            | FN             | 1 309        | 1,75         |             |             |  |
|                | Sandra Bureau             | MPF            | 1 153        | 1,54         |             |             |  |
|                | Delphine Bouffenie        | PCF            | 891          | 1,19         |             |             |  |
|                | Claude Pierre             | MÉI            | 871          | 1,16         |             |             |  |
|                | Marc Henry                | CPNT           | 721          | 0,96         |             |             |  |
|                | Brigitte Bouteiller       | Divers         | 687          | 0,92         |             |             |  |
|                | Didier Lize               | LO             | 490          | 0,66         |             |             |  |
|                | Pascale Syre              | MNR            | 290          | 0,39         |             |             |  |
|                | Hacène Daoui              | Divers         | 1            | 0            |             |             |  |
|                |                           |                |              |              |             |             |  |
| Inscrits       | Inscrits                  | Inscrits       | 114 929      | 100,00       | 114 928     | 100,00      |  |
| Abstentions    | Abstentions               | Abstentions    | 38 900       | 33,85        | 41 067      | 35,73       |  |
| Votants        | Votants                   | Votants        | 76 029       | 66,15        | 73 861      | 64,27       |  |
| Blancs et nuls | Blancs et nuls            | Blancs et nuls | 1 257        | 1,65         | 1 678       | 2,27        |  |
| Exprimés       | Exprimés                  | Exprimés       | 74 772       | 98,35        | 72 183      | 97,73       |  |

## La circonscription depuis 2010

### Description géographique
À la suite du redécoupage des circonscriptions législatives françaises de 2010, induit par l'ordonnance n° 2009-935 du 29 juillet 2009, ratifiée par le Parlement français le 21 janvier 2010, la cinquième circonscription de la Loire-Atlantique regroupe les divisions administratives suivantes :
- Canton de Carquefou
- Canton de La Chapelle-sur-Erdre
- Canton de Ligné
- L'ancien canton de Nantes-8 maintenant rattaché à Nantes-7
- Canton de Nort-sur-Erdre.

Localisation de la circonscription depuis 2010 : 

### Historique des députations
| Législature | Début de mandat | Fin de mandat | Député          | Parti politique | Observations |
| ----------- | --------------- | ------------- | --------------- | --------------- | --- |
| XIVe        | 20 juin 2012    | 20 juin 2017  | Michel Ménard   | PS              | |
| XVe         | 21 juin 2017    | 26 août 2020  | Sarah El Haïry  | MoDem           | Luc Geismar a remplacé Sarah El Haïry qui est devenue secrétaire d'État du gouvernement Jean Castex chargée de la jeunesse et de l'engagement en août 2020 |
| XVe         | 27 août 2020    | 20 juin 2022  | Luc Geismar     | MoDem           | Luc Geismar a remplacé Sarah El Haïry qui est devenue secrétaire d'État du gouvernement Jean Castex chargée de la jeunesse et de l'engagement en août 2020 |
| XVIe        | 22 juin 2022    | 4 août 2022   | Sarah El Haïry  | MoDem           | Luc Geismar a remplacé Sarah El Haïry qui est devenue secrétaire d'État du gouvernement Élisabeth Borne chargée de la jeunesse et du service national universel en juillet 2022 Mandat écourté à la suite d'une dissolution parlementaire décidée par Emmanuel Macron. |
| XVIe        | 5 août 2022     | 9 juin 2024   | Luc Geismar     | MoDem           | Luc Geismar a remplacé Sarah El Haïry qui est devenue secrétaire d'État du gouvernement Élisabeth Borne chargée de la jeunesse et du service national universel en juillet 2022 Mandat écourté à la suite d'une dissolution parlementaire décidée par Emmanuel Macron. |
| XVIIe       | 8 juillet 2024  | En cours      | Fabrice Roussel | PS              | |

### Historique des élections

#### Élections de 2012
| Candidat       | Candidat                    | Parti          | Premier tour | Premier tour | Second tour | Second tour |  |
| Candidat       | Candidat                    | Parti          | Voix         | %            | Voix        | %           |  |
| -------------- | --------------------------- | -------------- | ------------ | ------------ | ----------- | ----------- |  |
|                | Michel Ménard sortant réélu | PS             | 29 193       | 45,08        | 36 042      | 60,23       |  |
|                | Maurice Perrion             | AC (UMP)       | 19 020       | 29,37        | 23 797      | 39,77       |  |
|                | Anne Étourneau              | RBM (FN)       | 5 542        | 8,55         |             |             |  |
|                | Geneviève Lebouteux         | EÉLV           | 4 034        | 6,22         |             |             |  |
|                | Françoise Thibaud-Meslé     | FG (PG) (GU)   | 2 786        | 4,30         |             |             |  |
|                | Noura Moreau                | Divers droite  | 1 030        | 1,59         |             |             |  |
|                | Annie Le Gal La Salle       | MÉI (MoDem)    | 917          | 1,41         |             |             |  |
|                | Marie Levrel                | UDB            | 663          | 1,02         |             |             |  |
|                | Loïc Maurice                | CNIP           | 661          | 1,02         |             |             |  |
|                | Jean-François Lajeunesse    | MRC            | 560          | 0,86         |             |             |  |
|                | Patricia Peillon            | LO             | 192          | 0,92         |             |             |  |
|                | Jean-Pierre Bréus           | POI            | 159          | 0,24         |             |             |  |
|                |                             |                |              |              |             |             |  |
| Inscrits       | Inscrits                    | Inscrits       | 105 669      | 100,00       | 105 676     | 100,00      |  |
| Abstentions    | Abstentions                 | Abstentions    | 40 129       | 37,98        | 44 414      | 42,03       |  |
| Votants        | Votants                     | Votants        | 65 540       | 62,02        | 61 262      | 57,97       |  |
| Blancs et nuls | Blancs et nuls              | Blancs et nuls | 783          | 1,19         | 1 423       | 2,32        |  |
| Exprimés       | Exprimés                    | Exprimés       | 64 757       | 98,81        | 59 839      | 97,68       |  |

#### Élections de 2017
Les élections législatives françaises de 2017 ont lieu les dimanches 11 et 18 juin 2017.
|                                                                                      |                                                                                     |                           |                           |                          |                          |
|                                                                                      |                                                                                     | Premier tour 11 juin 2017 | Premier tour 11 juin 2017 | Second tour 18 juin 2017 | Second tour 18 juin 2017 |
|                                                                                      |                                                                                     |                           |                           |                          |                          |
|                                                                                      |                                                                                     | Nombre                    | % des inscrits            | Nombre                   | % des inscrits           |
| Inscrits                                                                             | Inscrits                                                                            | 116 301                   | 100,00                    | 116 330                  | 100,00                   |
| Abstentions                                                                          | Abstentions                                                                         | 51 473                    | 44,26                     | 65 291                   | 56,13                    |
| Votants                                                                              | Votants                                                                             | 64 828                    | 55,74                     | 51 039                   | 43,87                    |
|                                                                                      |                                                                                     |                           | % des votants             |                          | % des votants            |
| Bulletins blancs                                                                     | Bulletins blancs                                                                    | 790                       | 1,22                      | 4 284                    | 8,39                     |
| Bulletins nuls                                                                       | Bulletins nuls                                                                      | 317                       | 0,49                      | 1 506                    | 2,95                     |
| Suffrages exprimés                                                                   | Suffrages exprimés                                                                  | 63 721                    | 98,29                     | 45 249                   | 88,66                    |
|                                                                                      |                                                                                     |                           |                           |                          |                          |
| Candidat Étiquette politique (partis et alliances)                                   | Candidat Étiquette politique (partis et alliances)                                  | Voix                      | % des exprimés            | Voix                     | % des exprimés           |
|                                                                                      |                                                                                     |                           |                           |                          |                          |
|                                                                                      | Sarah El Haïry Mouvement démocrate                                                  | 26 346                    | 41,35                     | 27 613                   | 61,02                    |
|                                                                                      | Michel Ménard (député sortant) Parti socialiste                                     | 8 886                     | 13,95                     | 17 636                   | 38,98                    |
|                                                                                      | Frédéric Maindron Union des démocrates et indépendants (Les Républicains)           | 8 774                     | 13,77                     |                          |                          |
|                                                                                      | Katell Andromaque La France insoumise                                               | 8 723                     | 13,69                     |                          |                          |
|                                                                                      | Arnaud de Rigné Front national                                                      | 4 052                     | 6,36                      |                          |                          |
|                                                                                      | Franco Fedele Écologiste                                                            | 2 965                     | 4,65                      |                          |                          |
|                                                                                      | Solange Dalifard Debout la France                                                   | 862                       | 1,35                      |                          |                          |
|                                                                                      | Pierre-Emmanuel Marais Régionaliste (Oui la Bretagne - Union démocratique bretonne) | 654                       | 1,03                      |                          |                          |
|                                                                                      | Dominique Anée Divers droite (577-Les Indépendants)                                 | 479                       | 0,75                      |                          |                          |
|                                                                                      | Michel Laboureur Parti communiste français                                          | 465                       | 0,73                      |                          |                          |
|                                                                                      | Didier Lefebvre Régionaliste (Parti breton)                                         | 434                       | 0,68                      |                          |                          |
|                                                                                      | Hugo Sonnier Divers (Union populaire républicaine)                                  | 392                       | 0,62                      |                          |                          |
|                                                                                      | Josette Bioret Divers gauche (Mouvement du 10 novembre - Parti pirate)              | 352                       | 0,55                      |                          |                          |
|                                                                                      | Stéphane Pellegrini Lutte ouvrière                                                  | 337                       | 0,53                      |                          |                          |
| Source : Ministère de l'Intérieur - Cinquième circonscription de la Loire-Atlantique |                                                                                     |                           |                           |                          |                          |

#### Élections de 2022
| Résultats des élections législatives des 12 et 19 juin 2022 de la 5e circonscription de la Loire-Atlantique |                          |                          |                          |              |              |             |             |
| Candidat | Candidat                 | Parti et coalition       | Nuances                  | Premier tour | Premier tour | Second tour | Second tour |
| Candidat | Candidat                 | Parti et coalition       | Nuances                  | Voix         | %            | Voix        | %           |
| | Sarah El Haïry           | MoDem (ENS)              | ENS                      | 24 235       | 37,45        | 32 454      | 54,54       |
| | Sabine Lalande           | LFI (NUPES)              | NUP                      | 21 173       | 32,72        | 27 052      | 45,46       |
| | Millà Karcher            | RN                       | RN                       | 7 475        | 11,55        |             |             |
| | Didier Garnier           | LR (UDC)                 | DVC                      | 2 741        | 4,24         |             |             |
| | Jérôme Debuire           | EAC                      | ECO                      | 2 686        | 4,15         |             |             |
| | Arnaud Clémence          | REC                      | REC                      | 2 394        | 3,70         |             |             |
| | Romain Vincent           | RES                      | DVD                      | 1 284        | 1,98         |             |             |
| | Laure Avot               | GF (UPF)                 | DSV                      | 779          | 1,20         |             |             |
| | Tadeusz Kucharczyk       | SE                       | DIV                      | 688          | 1,06         |             |             |
| | Emmanuelle Clopeau       | LO                       | DXG                      | 630          | 0,97         |             |             |
| | Maëlig Tredan            | PB                       | REG                      | 624          | 0,96         |             |             |
| Votes valides                                                                                               | Votes valides            | Votes valides            | Votes valides            | 64 709       | 97,98        | 59 506      | 94,24       |
| Votes blancs                                                                                                | Votes blancs             | Votes blancs             | Votes blancs             | 1 034        | 1,57         | 2 651       | 4,20        |
| Votes nuls                                                                                                  | Votes nuls               | Votes nuls               | Votes nuls               | 297          | 0,45         | 986         | 1,56        |
| Total | Total                    | Total                    | Total                    | 66 040       | 100          | 63 143      | 100         |
| Abstention                                                                                                  | Abstention               | Abstention               | Abstention               | 59 856       | 47,54        | 57 851      | 47,81       |
| Inscrits / participation                                                                                    | Inscrits / participation | Inscrits / participation | Inscrits / participation | 125 896      | 52,46        | 120 994     | 52,19       |

#### Élections de 2024
| Candidat                 | Candidat                 | Parti et coalition       | Nuances                  | Premier tour | Premier tour | Second tour | Second tour |
| Candidat                 | Candidat                 | Parti et coalition       | Nuances                  | Voix         | %            | Voix        | %           |
| ------------------------ | ------------------------ | ------------------------ | ------------------------ | ------------ | ------------ | ----------- | ----------- |
|                          | Fabrice Roussel          | PS (NFP)                 | UG                       | 34 673       | 37,73        | 36 774      | 39,91       |
|                          | Sarah El Haïry           | MoDem (ENS)              | ENS                      | 33 241       | 36,17        | 34 441      | 37,38       |
|                          | Bruno Comby,             | RAD (RN)                 | UXD                      | 22 722       | 24,73        | 20 918      | 22,70       |
|                          | Emmanuelle Clopeau       | LO                       | EXG                      | 1 261        | 1,37         |             |             |
|                          |                          |                          |                          |              |              |             |             |
| Votes valides            | Votes valides            | Votes valides            | Votes valides            | 91 897       | 97,38        | 92 133      | 97,75       |
| Votes blancs             | Votes blancs             | Votes blancs             | Votes blancs             | 1 830        | 1,94         | 1 642       | 1,74        |
| Votes nuls               | Votes nuls               | Votes nuls               | Votes nuls               | 639          | 0,68         | 478         | 0,51        |
| Total                    | Total                    | Total                    | Total                    | 94 366       | 100          | 94 253      | 100         |
| Abstention               | Abstention               | Abstention               | Abstention               | 33 612       | 26,26        | 33 757      | 26,37       |
| Inscrits / participation | Inscrits / participation | Inscrits / participation | Inscrits / participation | 127 978      | 73,74        | 128 010     | 73,63       |

#### Département de la Loire-Atlantique
- La fiche de l'INSEE de cette circonscription : « Tableaux et Analyses de la cinquième circonscription de la Loire-Atlantique », sur insee.fr, site de l'Institut national de la statistique et des études économiques (consulté le 10 juin 2007) [PDF]
- « Tous les députés du département de la Loire-Atlantique depuis 1789 », sur assemblee-nationale.fr, site de l'Assemblée nationale française (consulté le 10 juin 2007)
- « Informations contentieuses sur le département de la Loire-Atlantique (Élections législatives de 2002) »(Archive.org • Wikiwix • Archive.is • Google • Que faire ?), sur conseil-constitutionnel.fr, site du Conseil constitutionnel (consulté le 13 juin 2007)
- Découpage précis des circonscriptions de Nantes

#### Circonscriptions en France
- « Carte des circonscriptions législatives en France », sur assemblee-nationale.fr, site de l'Assemblée nationale française (consulté le 10 juin 2007)
- « Résultats électoraux officiels en France »(Archive.org • Wikiwix • Archive.is • Google • Que faire ?), sur interieur.gouv.fr, site du ministère de l'Intérieur (France) (consulté le 13 juin 2007)
- Description et Atlas des circonscriptions électorales françaises sur http://www.atlaspol.com, Atlaspol, site de cartographie géopolitique, consulté le 13 juin 2007.